# Mijwiz
Il mijwiz (in arabo, مجوز) è uno strumento musicale in legno della tradizione siriana e della religione drusa, appartenente alla categoria degli aerofoni.

## Strumento
In arabo il suo nome significa doppio o sposato poiché consiste in due corte canne di bambù, di lunghezza compresa tra 6 ed 8 centimetri, legate assieme.
Ogni canna ha cinque o sei fori per le dita. Il suo utilizzo corretto richiede una tecnica specifica chiamata respirazione circolare che, pur essendo complicata produce un suono continuo, senza pause per prendere il respiro.
Il mijwiz è suonato in Egitto come accompagnamento sia per la danza del ventre sia per la dabka, la folkloristica danza del Levante.